# Giorgio Basta
Giorgio Basta, född 1544, död 1607, habsburgsk general. 
Han härstammade från Albanien. Han slogs mot osmanerna, och alltsedan 1598 var han befälhavare i Kassa. Hösten 1600 besegrade han greve Mihai i Miriszló, kommande sommar besegrade han tillsammans med Mihai V den för tredje gången återkommande greven Báthory Zsigmond i Goroszló. Basta Giorgio härskade över Transsylvanien mellan åren 1601-1604, genom tilldelning av absolut maktstyre från kejsaren. Under dessa år höll han en hemsk terrorregim, hans soldater stal och mördade, och befolkningen minskade i alla delar av Transsylvanien. Folket blev så fattigt, att man själva bar kärran och oket, detta hålls liv i traditionen också genom namnet Bastas kärra.
Han blev till slut besegrad av Bocskai.